# جوني شابمان
جوني شابمان (بالإنجليزية: Johnny Chapman)‏ هو سائق سباق أمريكي، ولد في 14 ديسمبر 1967 في ستيتسفيل في الولايات المتحدة.

## وصلات خارجية
- جوني شابمان على موقع Racing-Reference.info (الإنجليزية)